# Roxy Music (album)
Albums de Roxy Music
For Your Pleasure
(1973)
Roxy Music est le premier album studio du groupe britannique Roxy Music, sorti en 1972. Produit par l'ex-parolier de King Crimson Peter Sinfield, il connaît le succès, se classant 10e au Royaume-Uni.
Le single Virginia Plain, premier grand succès du groupe (4e au Royaume-Uni), est absent du premier pressage britannique de l'album, mais il est ajouté sur le premier pressage américain, et apparaît dans les éditions ultérieures.
Le 2 février 2018 cet album est réédité en coffret Deluxe. Il comporte 3CD (l'album original, un CD de démos et un CD de prestations en public pour la BBC) et un DVD comprenant l'album audio en 5.1 et un concert du groupe au Bataclan à Paris en 1972 

## Titres
Toutes les chansons sont de Bryan Ferry.

### Face 1
1. Re-Make/Re-Model – 5 min 14 s
2. Ladytron – 4 min 26 s
3. If There Is Something – 6 min 34 s
4. Virginia Plain – 2 min 58 s (pas sur la version britannique originale de l'album)
5. 2HB – 4 min 30 s

### Face 2
1. The Bob (Medley) – 5 min 48 s
2. Chance Meeting – 3 min 8 s
3. Would You Believe? – 3 min 53 s
4. Sea Breezes – 7 min 3 s
5. Bitters End – 2 min 3 s

## Musiciens
- Bryan Ferry : chant, piano
- Brian Eno : synthétiseur, bandes magnétique
- Andrew Mackay : saxophone, hautbois
- Phil Manzanera : guitare
- Graham Simpson : basse
- Paul Thompson : batterie